# 江崎まり
江崎 まり（えさき まり、1973年10月27日 - ）は、日本の元アイドル、女優、歌手。岐阜県出身。

## 略歴
1989年、第8回ミスマガジングランプリを受賞。DELUXEマガジンORE（講談社刊）でグラビア掲載される。
1991年に歌手デビューしたがヒット曲に恵まれず、1995年以降は芸能活動を休止した。

## 作品

### シングル
1. あなたが大好き　（1991年10月25日）　Sony Records
（c/w）　ジャスト・ハッピー・バースデイ

### アルバム
- （1st）　たくさん会いたい　（1991年4月25日）　Sony Records

1. ナレーション
2. たくさん会いたい
3. 春の木馬
4. ねぇ 君は誰を好きなの
5. 夢の中の海
6. ナレーション

- （2nd）　愛しにきてね　（1991年12月12日）　Sony Records

1. 愛しにきてね
2. きっとステキな恋をする
3. クリスマスに間にあわない!
4. 雪の鏡

### ビデオ
- たくさん会いたい（1991年6月21日）　Sony Records

### 出演
刑事追う! 第1話 二人の女 （1996年）

## 書籍

### 写真集
- VIVAMARI（1991年、講談社）
- SILENCE（1993年、ワニブックス）